# Kipmajaure
Kipmajaure är en sjö i Jokkmokks kommun i Lappland och ingår i Luleälvens huvudavrinningsområde. Sjön har en area på 0,147 kvadratkilometer och ligger 195 meter över havet.

## Delavrinningsområde
Kipmajaure ingår i det delavrinningsområde (737499-171137) som SMHI kallar för Mynnar i Lagnäsån. Medelhöjden är 216 meter över havet och ytan är 22,27 kvadratkilometer. Det finns inga avrinningsområden uppströms utan avrinningsområdet är högsta punkten. Vimisbäcken som avvattnar avrinningsområdet har biflödesordning 3, vilket innebär att vattnet flödar genom totalt 3 vattendrag innan det når havet efter 134 kilometer. Avrinningsområdet består mestadels av skog (79 procent) och sankmarker (11 procent). Avrinningsområdet har 1,17 kvadratkilometer vattenytor vilket ger det en sjöprocent på 5,2 procent.